# Rubens (spoorwegen)
De Rubens is een Europese internationale trein voor de verbinding Brussel - Parijs.
De spoorwegen hebben vanaf het begin namen gegeven aan hun treinen. De eerste locomotieven hadden bijvoorbeeld namen als Rocket, Arend en Limmat. Toen het spoorwegnet verder groeide werden ook langeafstandstreinen van namen voorzien, bijvoorbeeld de California Zephyr in de Verenigde Staten en de Oriënt-Express in Europa. Zowel de CIWL als de MITROPA hadden al voor de Tweede wereldoorlog hun langeafstandstreinen van een naam voorzien. De Rubens is genoemd naar de Belgische schilder Peter Paul Rubens.

## Trans Europ Express
De Rubens is op 29 september 1974, samen met de TEE Memling in het TEE-net opgenomen als aanvulling op de bestaande TEE's tussen Parijs en Brussel. De Rubens vertrok als eerste uit Brussel en kreeg daardoor een lager nummer dan de bestaande verbindingen, namelijk TEE 78. Voor de rit in noordelijke richting nam de Rubens het nummer TEE 87 over van de TEE Oiseau Bleu die op zijn beurt, als laatste verbinding, nummer TEE 89 kreeg. In 1984 werden weer twee van de zes verbindingen geschrapt en kreeg De Rubens de nummers TEE 81 van Parijs naar Brussel en TEE 84 van Brussel naar Parijs.

### Rollend materieel
De treindienst werd uitgevoerd met elektrische tractie en getrokken rijtuigen.

#### Tractie
Als locomotieven zijn de Franse meersysteem locomotieven CC 40100 en de technisch bijna identieke Belgische reeks 18 ingezet.

#### Rijtuigen
Als rijtuigen werden Franse Inox-rijtuigen van de types PBA (Parijs-Brussel-Amsterdam) en Mistral 69 ingezet. Deze rijtuigen waren deels ondergebracht bij de SNCF en deels bij de NMBS.

### Route en dienstregeling
| TEE 78 | land      | station      | km  | TEE 87 |
| ------ | --------- | ------------ | --- | ------ |
| 06:42  | België    | Brussel Zuid | 0   | 21:05  |
| 09:02  | Frankrijk | Parijs Noord | 310 | 18:45  |

## EuroCity
Vanaf 31 mei 1987 is de dienst, tot 23 mei 1993 voortgezet als EuroCity EC 81 en EC 84. De EuroCity reed net als de TEE zonder tussenstops tussen Parijs en Brussel. De Inox-rijtuigen type PBA zijn deels omgebouwd tot tweedeklasserijtuigen. Behalve een tweede klas interieur werd aan de buitenkant de rode band met het opschrift Trans Europ Express vervangen door een groene band. Vanaf mei 1993 tot de komst van de LGV-Nord / Thalys, op 23 januari 1995 heeft de Rubens weer gereden als TEE.